# Удельно-Дуваней
Уде́льно-Дуване́й (баш. Удельно-Дыуанай) — село в Благовещенском районе Республики Башкортостан Российской Федерации. Центр Удельно-Дуванейского сельсовета.  Согласно переписи 2020 года население составляло 1041 человек.

## География
Находится на правом берегу реки Белой. Рядом проходит автомобильная трасса Уфа — Янаул.

## История
В начале XIX века Дуванеи были уже достаточно крупным торговым селом. Если первоначально застройка была на правой стороне Дуванейки (в наше время там проходит улица Чапаева), то с конца XVIII — начала XIX веков застраивалась усадьбами левая сторона. К этому времени населённый пункт официально назывался Государственными Дуванеями. Любопытная ситуация: в Монастырских Дуванеях жили государственные крестьяне (потомки монастырских крестьян, которые были упразднены как сословная категория в 1764), а в Государственных Дуванеях — удельные (1797 году дворцовые крестьяне по всей России были преобразованы в удельных. в 1805 году была построена каменная двухпрестольная церковь Святителя и Чудотворца Николая и Святого Пророка Ильи. Через некоторое время рядом с храмом был построен большой дом для священника (в наше время на его месте находится сельский дом культуры). В сентябре 1827 года в селе открылось народное училище, в первый учебный год там обучалось 28 крестьянских детей мужского пола. Жители Государственных Дуванеев принимали участие почти во всех войнах, которые вела Россия, вела рекрутская повинность распространялась и на удельных крестьян. Известно, что 75 участвовали в сражениях с Наполеоновской армией в 1812—1814 гг., в том числе и в Бородинской битве. Русско-турецкая война 1828—1829 гг. и знаменитая Крымская война 1853—1856 гг. также не обошлись без выходцев из этого села.

## Население
| 2002 | 2009  | 2010  |
| ---- | ----- | ----- |
| 1137 | ↗1145 | ↘1079 |

## Религия
В селе есть мечеть.